# 眼 (圍棋)
在圍棋中，眼是某一方的棋子在棋盤上所圍成的一個或多個相連空白交叉點。
就棋盤中央附近的一個交叉點而言，一個完整的眼除了最近4個相鄰點須為同一方棋子佔有外，對角4個相鄰點至少要有3個亦為同一方棋子佔有外，始為「真眼」；否則因為易被對方破壞，而稱之為「假眼」。就棋盤邊線上的一個交叉點而言，最近及對角共5個相鄰點須為同一方棋子佔有才是真眼；而就棋盤角落的點而言，最近及對角共3個相鄰點須為同一方棋子佔有才是真眼。
一群相連的棋子如果僅圍出一個真眼，並非絕對安全。對方只要在外面團團圍住，次一手下在「眼位」即可使這些棋子沒有任何「氣」而遭提子。如果一群相連的棋子能圍出至少两個真眼，那麼對方因無法一次同時下在兩個眼位，使得這群棋子不可能被提子，因而形成「活棋」。
若干连接的棋子包围住一个以上的目，术语叫做「马眼」。